# The Odessa File
The Odessa File (bra: O Dossiê de Odessa; prt: O Caso Odessa) é um filme teuto-britano-estadunidense de 1974, dos gêneros drama e suspense, dirigido por Ronald Neame, com roteiro de Kenneth Ross e George Markstein baseado no livro homônimo de Frederick Forsyth.

## Sinopse
22 de novembro de 1963: o presidente John F. Kennedy é assassinado. O repórter alemão Peter Miller descobre que uma ambulância levava o corpo de um sobrevivente do Holocausto, cujo diário trazia detalhes assombrosos dos campos de concentração. Esse diário conduz Miller na trilha da organização secreta ODESSA.

## Elenco principal
- Jon Voight.... Peter Miller
- Maximilian Schell.... Eduard Roschmann
- Maria Schell.... Frau Miller
- Mary Tamm.... Sigi
- Derek Jacobi.... Klaus Wenzer
- Peter Jeffrey.... David Porath
- Klaus Löwitsch.... Gustav Mackensen
- Kurt Meisel.... Alfred Oster
- Hannes Messemer.... general Richard Glücks
- Garfield Morgan.... general de Israel
- Shmuel Rodensky.... Simon Wiesenthal
- Ernst Schröder.... Werner Deilman
- Günter Strack.... Kunik
- Noel Willman.... Franz Bayer
- Martin Brandt.... Marx